# Hoan Lao

Una escena en la ciudad de Hoan Lao (donde pasa la autopista 1A), en el distrito de Cha Trach, provincia de Quang Binh, Vietnam

Hoàn Lão es una localidad de la provincia de Quang Binh, Bac Trung Bo, Vietnam. En el año 2007 contaba con 6.850 habitantes. Su extensión superficial es de 5,7 km² y tiene una densidad de 1201 hab/km². Sus coordenadas geográficas son 17° 35′ N, 106° 32′ O. Se encuentra situada a una altitud de 10 metros y a 13 kilómetros de la capital de provincia, Dong Hoi.